# سارة بيث بريغز
سارة بيث بريغز (بالإنجليزية: Sarah Beth Briggs)‏ هي عازفة بيانو بريطانية، ولدت في 2 يونيو 1972.

## وصلات خارجية
- سارة بيث بريغز على موقع ميوزك برينز (الإنجليزية)
- سارة بيث بريغز على موقع أول ميوزيك (الإنجليزية)